# سفيد غبا (خومة)
سفید غبا (بالفارسية: سفیدقبا) هي قرية تقع في إيران في قسم خومة الریفي.